# Андреас Альмгрен
Карл Андреас Альмгрен (швед. Karl Andreas Almgren, нар. 12 червня 1995) — шведський легкоатлет, який спеціалізується в бігу на средні та довгі дистанції.

## Спортивні досягнення
Фіналіст (обидва рази — 4-е місце) чемпіонатів Європи з бігу на 5000 метрів (2022) та 10000 метрів (2024).
Фіналіст (4-е місце) чемпіонату Європи в приміщенні з бігу на 800 метрів (2015).
Срібний призер Європейських ігор з бігу на 5000 метрів (2023).
Бронзовий призер чемпіонату світу серед юніорів з бігу на 800 метрів (2014).
Рекордсмен Європи з шосейного бігу на 10 кілометрів — 26.53 (2025).
Рекордсмен Європи з бігу на 5000 метрів — 12.44,27 (2025).
Багаторазовий чемпіон та рекордсмен Швеції з дисциплін бігу на середні та довгі дистанції.